# Vallée d'Utrenitsa
Utrenitsa Vallis
Pour les articles homonymes, voir Utrenitsa.
La vallée d'Utrenitsa (désignation internationale : Utrenitsa Vallis) est une vallée située sur Vénus dans le quadrangle de Metis Regio. Elle a été nommée en référence au nom en vieux russe de la planète Vénus.